# Petit Moulin de Gdańsk
Le petit moulin est un ancien entrepôt de la vieille ville de Gdańsk.

## Histoire et description
Le petit moulin a été construit sur une voûte qui enjambe le canal de Radunia, qui a été fouillé sous le règne de l'Ordre teutonique au XIVe siècle. Le petit moulin n'est pas loin du Grand Moulin de Gdansk et de la Katharinenkirche. L'édifice gothique en briques avec un toit à deux versants couvert de tuiles a été érigé vers 1400.
Le bâtiment n'était pas un moulin, il servait à entreposer les produits du Grand Moulin.
Gravement endommagé pendant la guerre, il abrite aujourd'hui le siège de l'Association des pêcheurs polonais après avoir été reconstruit.

## Littérature
- Maria Bogucka : Das alten Danzig, Koehler et Amelang, Leipzig 1987  (ISBN 3-7338-0033-8)